# Степенной закон
В статистике степенной закон (англ. power law) — это такая функциональная зависимость между двумя величинами, при которой относительное изменение одной величины приводит к пропорциональному относительному изменению другой величины, независимо от исходных значений этих величин: зависимость одной величины от другой представляет собой степенную функцию. Например, рассмотрим зависимость площади квадрата от длины его стороны. Если длина будет увеличена вдвое, то площадь увеличится вчетверо.

## Примеры из практики
Во многих физических, биологических и искусственных явлениях наблюдаются распределения, приблизительно соответствующие степенному закону в различных масштабах: например, размеры лунных кратеров и солнечных вспышек, закономерности питания разных видов, активность популяций нейронов, частота употребления слов в большинстве языков, распространённость фамилий, число видов в кладах организмов, масштабы аварий в энергосистемах, число уголовных обвинений на одного преступника, количество извержений вулканов, человеческие оценки интенсивности стимулов и многие другие величины. Эмпирические распределения могут соответствовать степенному закону во всём диапазоне своих значений, либо, например, в хвосте. Затухание звуковых колебаний следует степенному закону в широких полосах частот во многих сложных средах. Аллометрические закономерности для отношений между биологическими переменными являются одними из самых известных примеров степенных законов в природе.

## Свойства

### Масштабная инвариантность
Для степенного закона характерна масштабная инвариантность. Если выполняется {\displaystyle f(x)=ax^{-k}}, то масштабирование аргумента {\displaystyle x} на постоянный коэффициент {\displaystyle c} приведёт к пропорциональному масштабированию самой функции. То есть:
{\displaystyle f(cx)=a(cx)^{-k}=c^{-k}f(x)\propto f(x),\!}
где {\displaystyle \propto } обозначает прямую пропорциональность. Иными словами, умножение аргумента на постоянную величину {\displaystyle c} приводит просто к умножению значения функции на постоянную величину {\displaystyle c^{-k}}. Таким образом, все степенные законы с заданным показателем степени эквивалентны с точностью до умножения на константу, поскольку все они представляют собой лишь масштабированные версии друг друга. Это порождает линейную зависимость между логарифмами величин {\displaystyle f(x)} и {\displaystyle x}, и прямую линию на графике в двойном логарифмическом масштабе (log-log), которую часто считают характерным признаком степенного закона. В реальных данных это признак является необходимым, но не достаточным, чтобы сделать вывод о наличии степенного закона. Существует много способов сгенерировать конечные объёмы данных, имитирующих соответствие степенному закону, но отклоняющихся от него в асимптотическом пределе (например, если процесс генерации данных следует логнормальному распределению). Проверка моделей на соответствие степенному закону является актуальной областью исследований в статистике, см. ниже.

### Отсутствие строго определённого среднего значения
Степенной закон {\displaystyle x^{-k}} имеет строго определённое среднее значение при {\displaystyle x\in [1,\infty )}, только если {\displaystyle k>2}, и имеет конечную дисперсию, только если {\displaystyle k>3}. Для большинства известных степенных законов в природе значения показателя степени таковы, что среднее значение является строго определённым, а дисперсия нет, поэтому для них существует возможность возникновения событий типа «чёрный лебедь». Это можно показать на примере следующего мысленного эксперимента: представьте себя в комнате с друзьями и оцените среднемесячный доход в этой комнате. Теперь представьте, что в эту комнату вошёл самый богатый человек в мире с месячным доходом около 1 миллиарда US$. Как изменится значение среднемесячного дохода в комнате? Распределение доходов следует степенному закону, известному как распределение Парето (например, капиталы американцев распределены по степенному закону с показателем степени 2).
С одной стороны, это не позволяет корректно применять традиционную статистику, основанную на дисперсии и среднеквадратическом отклонении (например, регрессионный анализ), но для этого типа распределения необходимы специальные анализы. С другой стороны, это позволяет осуществлять эффективное по затратам вмешательство. К примеру, пусть выхлопные газы автомобилей распределены по степенному закону среди автомобилей (то есть большинство загрязнений осуществляется очень небольшим числом автомобилей). Тогда будет достаточно убрать с дорог это небольшое число автомобилей, чтобы существенно снизить общее количество выбросов.
Медиана существует: для степенного закона x -k с показателем степени {\displaystyle k>1} она принимает значение 21/(k — 1)xmin, где xmin — это минимальное значение, для которого выполняется степенной закон

## Проверка на соответствие степенному закону
Хотя степенной закон привлекателен по многим теоретическим причинам, доказательство того, что данные и в самом деле следуют степенному закону, требует больше, чем простого подбора параметров модели. Важно понимать механизм возникновения распределения: внешне похожие распределения могут возникать по существенно различным причинам, а разные модели дают разные прогнозы, например при экстраполяции.